# Diogo Valente
Diogo Jorge Moreno Valente (n. 23 septembrie 1984, Aveiro)
este un fotbalist care evoluează pentru Şanliurfaspor.